# Catechismus, to jest nauka barzo pożyteczna każdemu wiernemu krześcijaninowi
Catechismus, to jest nauka barzo pożyteczna każdemu wiernemu krześcijaninowi – katechizm w formie dialogu wydany w Krakowie w 1543, przypisywany Mikołajowi Rejowi.
Katechizm stanowi przeróbkę luterańskiego dzieła autorstwa Urbanusa Rhegiusa. Autorstwo polskiej wersji jest niepewne, aczkolwiek przypisywane bywa Mikołajowi Rejowi (Andrzej Trzecieski w biografii Reja podał informację, że w dorobku Reja był jakiś Katechizm dialogiem).